# ハドリアヌスの凱旋門
ハドリアヌスの凱旋門（ギリシア語: Πύλη του Αδριανού）はギリシャ アテネのアクロポリスの東側にある門で、記念碑的な凱旋門とされている。古代ローマ時代にアテナイ中心部よりゼウス神殿を含む町の東部に向かう道の、両地区の境界付近に造られていた。この門は、巡察旅行でアテナイを訪れ多数の公共建築物等の再建に力を注いだローマ皇帝ハドリアヌスの功績を称えるためのものであった。門の建設に資金を出した人物は分かっていないが、当時のアテナイの市民もしくは有志の人々が私財を投じたと推定されている。門の両面に碑文が刻まれており、片側にはアテナイの伝説的な王テーセウスを称える文、もう片側にはローマ皇帝ハドリアヌスを称える文が彫られている。この門はアテナイの都市を囲む壁に沿って造られていたと考えられていたが、最近の研究ではそうではないという説も支持されている。

## 碑文
- 北西側（アクロポリス側）

ギリシア語: ΑΙΔ' ΕIΣΙΝ ΑΘΗΝΑΙ ΘΗΣΕΩΣ Η ΠΡΙΝ ΠΟΛΙΣ
英語: this is Athens, the ancient city of Theseus
これがアテナイ。テーセウスの古いポリス
- 北東側（ゼウス神殿側）

ギリシア語: ΑΙΔE ΑΔΡΙΑΝΟΥ ΚΟΥΧI ΘΗΣΕΩΣ ΠΟΛΙΣ
英語: this is the city of Hadrian, and not of Theseus
ハドリアヌスのものであり、テーセウスの都市ではない

## 現地へのアクセス
- アテネ地下鉄 2号線 アクロポリ駅 から北東へ約300m （ゼウス神殿の外、道路脇にある）